# Ceramista

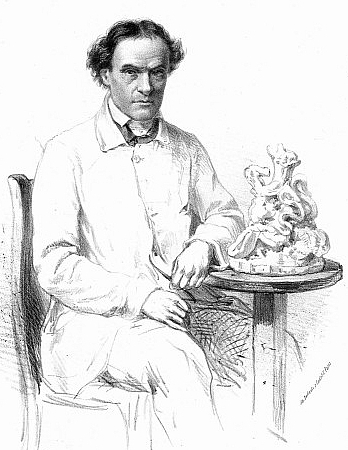
Il ceramista francese Charles-Jean Avisseau nel 1854.

Il ceramista è un artista o un addetto che produce ceramiche o le decora. Il lavoro di ceramista richiede abilità e maestria per seguire accuratamente ogni fase della produzione della ceramica ed ottenere i risultati desiderati nelle fasi di: formatura, essiccazione, prima cottura, decorazione, secondo fuoco.
Un ceramista professionalmente completo è in grado di seguire integralmente tutto il processo produttivo in relazione alla propria linea di produzione. Verosimilmente la professione del ceramista è suddivisibile i tre categorie:
- produttori di semilavorati,
- produttori di terrecotte,
- produttori di maioliche.

Dei produttori di semilavorati fanno parte i tornianti, e tutti coloro che si occupano della produzione di biscotto, ossia di materiale in terracotta destinato a una seconda cottura.
I produttori di terrecotte sono principalmente i "figurinai", ossia professionisti che producono pupi e scene in terracotta.
I produttori di maiolica sono coloro che, partendo da un semilavorato o biscotto, si occupano della loro smaltatura e decorazione.
Tuttavia, è possibile ricavare una quarta categoria di ceramisti, sono coloro che si occupano del terzo fuoco, ma in genere sono gli stessi produttori di maiolica che praticano questa tecnica.
Tra i ceramisti più importanti menzioniamo Jan Aalmis, dei Paesi Bassi, John Astbury e John Aynsley I in Inghilterra, Lucio Canoleio, Benedetto di Giorgio e Pietro Bertolini in Italia.